# Enrique Cirules
Enrique Cirules (1938, Nuevitas, Camagüey, Kuba – 18. prosince 2016, Havana) byl kubánský spisovatel a esejista. Byl autorem několika románů, esejů, svědectví a příběhů, z nichž některé zaznamenaly velký mezinárodní ohlas. V jeho rozsáhlém literárním díle se odráží rozmanitá témata. Napsal o moři, lásce, válce, a také o Američanech, kteří založili vily v severní části Camagüey, přičemž se ostře vymezoval proti přítomnosti italsko-americké mafie na předrevoluční Kubě. Je autorem knihy La vida secreta de Meyer Lansky en La Habana (Tajný život Meyera Lanskeho v Havaně) a dalších, mapujících působení amerického gangstera a mafiána Meyera Lanskeho v Havaně, kde se scházeli hlavní představitelé této zločinecké organizace.
Tři ze svých dosud publikovaných knih pak věnoval životu Ernesta Hemingwaye na ostrově a na sousedních Bahamách.
Jeho knihy byly přeloženy do angličtiny, ruštiny, francouzštiny, němčiny i portugalštiny.